# 同樂會
《同樂會》（英語：Happy Together），2015年臺灣偶像劇，LINE TV首部自製網路劇。由禾浩辰、劉奕兒、黃姵嘉、謝沛恩、利晴天、陳景煬領銜主演。於2015年11月9日開鏡，2015年12月4日殺青，並於2015年12月4日起，每週五中午12點於LINE TV上架首播。

## 劇情大綱
《同樂會》描述6名年輕人在台北的生活故事，由丁葳葳（黃姵嘉飾演）視角述說與室友們發生的故事。在半數薪水都要拿去繳房租的年代，他們選擇住在同一屋簷下。他們有兄妹，有閨密，有談了很久遠距離戀愛的戀人，還有同志情侶，友情與愛情交疊出幸福。

## 播出時間

### 首播
| 頻道     | 所在地 | 播映日期      | 播出時間             |
| -------- | ------ | ------------- | -------------------- |
| 華語劇台 | 香港   | 2018年9月29日 | 每週六 13:00 - 14:30 |

### 網路平台
| 頻道    | 所在地 | 播映日期      | 播出時間             |
| ------- | ------ | ------------- | -------------------- |
| LINE TV | 臺灣   | 2015年12月4日 | 每週五 12:00 - 12:25 |

## 各集主題及開場白
| 集數     | 主題     | 開場白 |
| 第一集   | 決定     | 人，一天要做五百個以上的決定嗎？人生的不同階段，總會面臨許多重大的決定。也許每個人做決定的方式有所不同，但是，每個決定都會對自己及身邊的人產生影響。 |
| 第二集   | 秘密     | 所謂祕密，就是那些不想讓別人知道的事情。有時是出於害羞，但當你越想隱藏，就越容易在你意想不到的時候被別人發現。有一些祕密一旦曝光，就會造成傷害，那可是很痛的。我猜想，每個人都有不想讓別人知道的祕密。也許理由各有不同，但相同的是，我們都有要獨自面對祕密的時候。 |
| 第三集   | 屁的哲學 | 梅洛龐蒂說：「愛的本質是全面的」……我不太確定耶。因為每一段關係，在進入另一個階段的時候，都會面臨其他的考驗。 |
| 第四集   | 等待     | 不適用 |
| 第五集   | 底線     | 曾經有人說，不要相信沒有底線的人。奇怪的是，人又會希望另一半付出沒有底線的愛。甚麼是沒有底線的愛呢？應該就是希望那個愛你的人，無論如何都愛你一輩子。 |
| 第六集   | 第一次   | 生命中，會有許許多多的第一次。 |
| 第七集   | 逃避     | 幾米曾說：「逃避不一定躲得過，面對也不一定會難過」。不過自己想要躲起來的時候，記得跟朋友說一聲。 |
| 第八集   | 小確幸   | 村上春樹所說的小確幸，不只是微小而確實的幸福，而是包含了在自我克制後，所得到的小小回饋。 |
| 第九集   | 恐懼     | 人們對未知總有很多想像。這些想像，卻可能帶來無限的恐懼。而每一段戀情，都是一場充滿未知的冒險，因為我們永遠無法確知，結局是甚麼。所以我們往往需要從很多的巧合中，去建立自己對未知的信心。                                                                           |
| 第十集   | 墨菲定律 | 如果你擔心某種情況發生，那它就很有可能發生。這就是所謂的墨菲定律。 |
| 第十一集 | 直覺     | 有人相信直覺是一種高級的智慧，心理學大師卡尼曼卻說，重大決策不要相信直覺。究竟人該不該相信自己的直覺？ |
| 第十二集 | 距離     | 戀人之間的距離，是世界上最變化莫測的一種現象。有時候， 兩個人靠得好近好近；有時候，又會突然發現，彼此離得很遠很遠；有時候，曾經親愛的人，可能慢慢變成非常遙遠的陌生人；有時候，一個小小的動作，就有可能拉回彼此的距離。                                            |
| 第十三集 | 傷害     | 人心是脆弱的。但是，真正能傷害我們的人，往往是那個我們愛的人。 |
| 第十四集 | 愛的力量 | 人生的幸與不幸，和你選擇什麼樣的生活方式無關，而是和你有沒有能力去愛有關。 |
| 第十五集 | 熱愛命運 | 人生即使遇到不好的事，不是去忍受它、掩蓋它，而是要去愛它。 |

## 演員列表

### 主要演員
| 演員   | 角色            | 介紹 | 登場集數       |
| 禾浩辰 | 王柏翰          | 雨喬的男朋友，就讀社會學的博士生。來自虔誠基督教家庭的他，奉聖經為一生圭臬，相信上帝的一切安排，恪守婚前守貞的基督教徒。純樸老實暖男代表，一向乖乖牌的他在遇到喬後，也開始漸漸懂得做自己。                       | 全劇           |
| 劉奕兒 | 林雨喬          | Alex的妹妹，柏翰的女朋友，炫宇的表妹。因為熱愛棒球而就讀西班牙語系，跟許多年輕人一樣，看似迷惘，其實心中潛藏著對於生命的熱情。天真善良加上傻大姊的特質，除了是同樂家的開心果外，也是勇敢追求愛情與夢想的實踐者。 | 全劇           |
| 黃姵嘉 | 丁葳葳          | 家豪的前女友。一名文字工作者，能利用文字表達出許多涵義，相對的也能在文字裡感受情緒。 | 全劇           |
| 謝沛恩 | 劉小愛          | 身為專業的維娜斯塑身衣設計師，認為自己的形象是非常重要的。除了完美的飲食觀念外，運動當然也是不可或缺的。 | 全劇           |
| 利晴天 | 林天宇 （Alex） | 雨喬的哥哥，Benny的男友，一位咖啡店的廚師兼老闆，覺得做菜是幸福的一件事。夢想有個完整的家，即使知道這對自己來說很難。第8集被媽媽叫本名，第9集向媽媽透露自己愛Benny。                                             | 全劇           |
| 陳景煬 | Benny           | Alex的男友，一位珠寶專櫃的專業銷售員。能輕易分辨美醜，自由奔放地選擇看進眼裡的一切，不在乎過去，也不在乎未來。                                                                                                   | 1-6,8-10,12-15 |

### 其他演員
| 演員         | 角色            | 介紹                                                                             | 登場集數      |
| 林美貞       | 林媽媽          | Alex、雨喬的母親。第9集知道兒子喜歡Benny。                                       | 8-9,15        |
| 張立昂       | 朱家豪          | 葳葳的前男友，想跟葳葳結婚，但被拒絕。第10集受到家庭的壓力所影響，而與葳葳分手。 | 1-2,6-7,10-11 |
| 彭毓         | 芊芊            | Alex的前女友，後帶小孩回來。第11集與小翔移民美國。                               | 6-8,10-11     |
| SpeXial-Evan | 王成文 （Paul） | 被葳葳誤認爲是奪走小愛初夜的同學。後與小愛在一起。                               | 8,14-15       |
| 方語昕       | 以恩            | 柏翰的學姊，一名基督徒。第14集向柏翰表白但被拒絕。                               | 9-14          |
| 李博銘       | Ken             | Alex的員工，同志。                                                               | 3,5-14        |
| 黃浩銘       | Nick            | Alex的曖昧對象。                                                                 | 11-13         |
| 李元皓       | 小翔            | 芊芊的兒子。                                                                     | 7-8,10-11     |

### 客串演出
| 演員   | 角色     | 介紹                                                 | 登場集數 |
| 張翰   | David    | 向小愛告白，被拒絕。                                 | 1,6      |
| 卜學亮 | 王爸爸   | 柏翰的父親，虔誠基督徒。                             | 2        |
| 陳孝萱 | 王媽媽   | 柏翰的母親。                                         | 2        |
| 戴若梅 | 面試官   |                                                      | 2        |
| 馬楷家 | 算命師   |                                                      | 4        |
| 王鼎元 | 紅衣男孩 |                                                      | 4-5      |
| 郭彥甫 | 心理講師 | Alex的心理醫生。                                     | 5        |
| 游智翔 | 鐘老師   | Benny的老師，有妻子與小孩，卻跟Benny在一起，後分手。 | 6,12     |

## 網路劇歌曲
| 曲別   | 歌名             | 演唱者 | 作詞           | 作曲   |
| 片頭曲 | 我們的小時光     | 謝沛恩 | 陳學聖         | 葉翊忻 |
| 片尾曲 | 同樣在唱著一首歌 | 思衛   | 黃彥銘、游政豪 | 游政豪 |
| 插曲   | What's Mine      | 謝沛恩 | 謝沛恩、Fran   | 謝沛恩 |
| 插曲   | 幸福溫度         | 思衛   | 思衛、林逾     | 思衛   |
| 插曲   | 兩個人的劇本     | 睿騰   | 黃彥銘、游政豪 | 游政豪 |

## 製作
- 導演：林子平
- 編劇：吳美枝
- 監製：張庭翡
- 製作人：賴怡如、胡欣怡、eva
- 製作公司：LINE TV、永勝星娛樂文創有限公司
- 冠名贊助：華流雜誌 NO.38～NO.39 期
- 拍攝場景：台灣科技大學

## 外部連結
- 同樂會LINE TV頻道 （页面存档备份，存于）
- 同樂會的Facebook專頁